# Adejeania rubropilosa
Adejeania rubropilosa là một loài ruồi trong họ Tachinidae.